# Zak Allal
Pour les articles homonymes, voir Allal.
Zak Allal ou Zaki Allal, de son vrai nom Zakarya Hadj Allal, né le 23 décembre 1987 à Tlemcen en Algérie, est un médecin, artiste et entrepreneur d'origine algérienne. Il est connu pour ses compositions de piano qu'il a notamment interprétées en 2013 au Carnegie Hall ainsi que ses activités entrepreneuriales à la Silicon Valley autour des neurosciences, de l’espérance de vie ou encore de la transplantation et la conservation d’organes. Il est également Ambassadeur pour la France de la Singularity University. Il intervient régulièrement lors de conférences en France et aux Etats-Unis,,.

## Biographie
Sa biographie a une triple orientation : musicale, médicale et entrepreneuriale.

### Parcours médical
Il obtient son diplôme en médecine à l'université d'Oran. Il effectue ensuite des stages clinique à Oxford en neurologie-radiologie et à Harvard en chirurgie-cardiologie. Il effectue également un stage à la SIPRI en diplomatie de la santé ainsi qu'à l'Organisation mondiale de la santé.
Il copublie en 2015 un article nommé "Accelerating the development of reversible long-term human organ storage".

### Parcours d'entrepreneur
Au terme de ses études de médecine, il se lance dans l’aventure entrepreneuriale en créant avec quatre cofondateurs une startup « médicale » spécialisée dans les biotechnologies : l'Alliance pour la conservation des organes (Organ Preservation Alliance en anglais). 
Il abandonne assez vite cette activité pour reprendre une formation sur l'entrepreneuriat et l’innovation à Stanford GSB qui lui permet de développer ses idées. 
À la sortie du programme Stanford, il revient à sa première startup et la développe. Localisée au centre de recherche de la NASA au cœur de la Silicon Valley, elle est spécialisée dans la transplantation d’organes, l'espérance de vie et l’application des nouvelles technologies à la médecine. L'objectif affiché étant de mettre fin dans la mesure du possible à la pénurie des organes à greffer dans le monde.  
L'Organ Preservation Alliance a d'ailleurs organisé du 26 au 28 février 2015 le premier sommet mondial sur le sujet (Organ banking summit) doublé du 1er Prix mondial de préservation des organes doté d'un prix de 10 à 20 millions de dollars pour toute équipe qui parviendrait à "cryopréserver" un organe complexe comme le rein, le foie, le cœur ou le pancréas et puis le décongeler avant de l'implanter avec succès. 
Zak Allal occupait la fonction d'ambassadeur pour la France pour la Singularity University, un pôle d’innovation créée avec le concours de Google et situé sur le campus du NASA Ames Research Center  dans la baie de San Francisco. Il représente l'institution en France pour tisser des partenariats avec des grands groupes et établissements de formation en plus de s'attacher à susciter l'intérêt de nouveaux étudiants. 

### Parcours musical d'un «toubib mélomane»
Il suit une masterclass en Espagne et à la Royal Academy of Music à Londres et commence à composer à partir de l’âge de quinze ans. Il donne son premier récital à 17 ans à l'Institut Cervantes d'Oran.
En 2013, il sort l'album Celestial présenté lors d'une tournée de lancement et joue notamment au Carnegie Hall de New York à l'occasion du concert de bienfaisance "The Comedy Cures Foundation" (en présence de comédiens et conférenciers) où il réalise une performance solo au piano dans le Weill Recital Hall. 
La même année, il est lauréat du concours de Djezzy Prodiges, une initiative créée pour dénicher les talents algériens à l’occasion du 50e anniversaire de l’indépendance de l’Algérie .

### Relations internationales et géopolitique
Zak Allal est diplômé de l'Ecole de Guerre Economique et de l'Institute of World Politics, institut ou il opère également en tant que non-resident scholar.